# Cap Freycinet
Le cap Freycinet (en anglais : cape Freycinet) est un cap au sud-ouest de l’Australie, entre le cap Naturaliste et le cap Leeuwin. Il est situé dans la partie méridionale de l'Australie-Occidentale.
Il doit son nom aux frères Freycinet, Louis Henri et Louis Claude, tous deux membres de l'expédition vers les Terres australes du Français Nicolas Baudin en 1802.

## Situation
Situé par 34° 05′ 55″ S, 114° 59′ 30″ E, le cap Freycinet relève de la zone d'administration locale appelée Augusta Margaret et se trouve à l'intérieur du parc national Leeuwin-Naturaliste. Il marque la limite nord de la baie d'Hamelin.